# Ctenopelma acantholydae
Ctenopelma acantholydae là một loài tò vò trong họ Ichneumonidae.